# ورزشگاه فولکس‌واگن آرنا
 ورزشگاه فولکس‌واگن آرنا  (به آلمانی: Volkswagen Arena) ورزشگاهی چند منظوره در شهر وولفسبورگ در کشور آلمان است.
بازی‌های خانگی باشگاه فوتبال وولفسبورگ در این ورزشگاه برگزار می‌شود.